# Rachunek różnicowy

## Podstawowe typy różnic skończonych

Trzy typy różnic skończonych: backward (w tył), central (centralna), forward (w przód). Różnica centralna wokół x daje najlepsze przybliżenie pochodnej funkcji w punkcie.

Podstawowym pojęciem rachunku różnicowego jest pojęcie różnic skończonych. Rozważa się trzy podstawowe typy różnic skończonych: różnica w przód, różnica w tył oraz różnica centralna. 
Różnica w przód {\displaystyle \Delta _{h}[f]} dla funkcji {\displaystyle f} używa wartości funkcji w punktach {\displaystyle x+h} i {\displaystyle x}:
{\displaystyle \Delta _{h}[f](x)=f(x+h)-f(x)}
W zależności od zastosowania odległość {\displaystyle h} może być zmienna lub stała. 
Gdy nie jest podane, {\displaystyle h} domyślnie przyjmuje wartość 1, czyli
{\displaystyle \Delta [f](x)=\Delta _{1}[f](x)=f(x+1)-f(x)}
Różnica w tył {\displaystyle \nabla _{h}[f]} używa wartości funkcji w punktach {\displaystyle x} i {\displaystyle x-h}, zamiast wartości w punktach {\displaystyle x+h} i {\displaystyle x}:
{\displaystyle \nabla _{h}[f](x)=f(x)-f(x-h)=\Delta _{h}[f](x-h)}
Różnica centralna {\displaystyle \delta _{h}[f]} określona wzorem:
{\displaystyle \delta _{h}[f](x)=f(x+{\tfrac {h}{2}})-f(x-{\tfrac {h}{2}})}
{\displaystyle =\Delta _{h/2}[f](x)+\nabla _{h/2}[f](x)}

## Pochodna funkcji jednej zmiennej i wzór różnicowy
Pochodną funkcji zmiennej rzeczywistej {\displaystyle F\colon \mathbb {R} \to \mathbb {R} } pochodną definiuje się za pomocą granicy ilorazu różnicowego
{\displaystyle \lim _{h\to 0}{\frac {f(x+h)-f(x)}{h}}}
W matematyce dyskretnej odpowiednikiem tego wzoru jest wzór różnicowy:
{\displaystyle {\frac {f(x+h)-f(x)}{h}}={\frac {\Delta _{h}[f](x)}{h}}}

## Różnice skończone dla funkcji wielu zmiennych
Oblicza się także różnice skończone w przypadku funkcji wielu zmiennych; są one dyskretnym odpowiednikiem pochodnych cząstkowych. Np. dla pochodnych pierwszego i drugiego rzędu mamy następujące wzory:
{\displaystyle {\frac {\partial f(x,y)}{\partial x}}\approx {\frac {f(x+h,y)-f(x-h,y)}{2h}}}
{\displaystyle {\frac {\partial f(x,y)}{\partial y}}\approx {\frac {f(x,y+k)-f(x,y-k)}{2k}}}
{\displaystyle {\frac {\partial ^{2}f(x,y)}{\partial x^{2}}}\approx {\frac {f(x+h,y)-2f(x,y)+f(x-h,y)}{h^{2}}}}
{\displaystyle {\frac {\partial ^{2}f(x,y)}{\partial y^{2}}}\approx {\frac {f(x,y+k)-2f(x,y)+f(x,y-k)}{k^{2}}}}
{\displaystyle {\frac {\partial ^{2}f(x,y)}{\partial x\partial y}}\approx {\frac {f(x+h,y+k)-f(x+h,y-k)-f(x-h,y+k)+f(x-h,y-k)}{4hk}}}

## Rachunek różnicowy na funkcjach ze zbioru liczb naturalnych
W przypadku funkcji zmiennej rzeczywistej {\displaystyle F\colon \mathbb {R} \to \mathbb {R} } pochodną definiuje się jako
{\displaystyle \lim _{h\to 0}{\frac {f(x+h)-f(x)}{h}}}
W dziedzinie ciągów liczbowych czy w kombinatoryce operujemy na funkcjach o dziedzinie liczb naturalnych, {\displaystyle F\colon \mathbb {N} \to \mathbb {R} .} W tym przypadku do wartości {\displaystyle f(x)} możemy się zbliżyć najbliżej na odległość równą 1, czyli obliczamy {\displaystyle f(x+1).} Dlatego {\displaystyle \Delta f(x)=f(x+1)-f(x).}
Odpowiednikiem funkcji potęgowej o wykładniku całkowitym jest tu tzw. potęga krocząca ubywająca {\displaystyle x^{\underline {m}}} lub przyrastająca {\displaystyle x^{\overline {m}}.} Działanie operatora {\displaystyle \Delta } na funkcję {\displaystyle x^{\underline {m}}} daje w wyniku:
{\displaystyle \Delta (x^{\underline {m}})=(x+1)^{\underline {m}}-x^{\underline {m}}=mx^{\underline {m-1}}.}
Jest to wzór analogiczny do pochodnej funkcji potęgowej {\displaystyle D(x^{m})=mx^{m-1}.}
Operator {\displaystyle \Delta ,} podobnie jak operator {\displaystyle D} jest przekształceniem liniowym:
{\displaystyle \Delta (f+g)=\Delta (f)+\Delta (g),}
{\displaystyle \Delta (cf)=c\Delta (f).}
Istnieje operacja odwrotna do różnicowania – jest to sumowanie, dyskretna analogia całki. Występuje ona również w wersji nieoznaczonej i oznaczonej. W szczególności
{\displaystyle \sum x^{\underline {m}}\delta x={\begin{cases}{\frac {x^{\underline {m+1}}}{m+1}}\quad m\neq -1\\H_{x}\quad m=-1\end{cases}},}
co przypomina wzór na całkę {\displaystyle \int x^{m}dx.}
Przekształcenie Abela jest dyskretnym odpowiednikiem całkowania przez części.